# Albino Volpi
Albino Volpi (né le 21 septembre 1889 à Lodi, dans la province de même nom en Lombardie et mort le 7 août 1939 à Milan) était une personnalité politique italienne du fascisme et du squadrisme.

## Biographie
Charpentier de profession, il fut souvent arrêté durant sa jeunesse pour des délits de droit commun. Au début de la Première Guerre mondiale, il s'engagea dans les Arditi, puis dans les Caimani del Piave (it).
Le 21 mars 1921, Albino Volpi participa à la dévastation du club socialiste du Foro Bonaparte à Milan et à l'assassinat de l'ouvrier Giuseppe Inversetti: il fut acquitté grâce à la déposition de Benito Mussolini.

### Adhésion au fascisme
À la fin du conflit, en janvier 1919, il fut l'un des fondateurs de la Fédération nationale des Arditi d'Italie (FNAI). Il participa à la réunion de fondation des Faisceaux italiens de combat (Fasci di combattimento), place San Sepolcro à Milan. Le 15 avril 1919, il participa à l'assaut et à la dévastation du quotidien socialiste « Avanti ! ».Dans la capitale lombarde, il se distingue bientôt par une série d'actions violentes et brutales, Il a notamment giflé publiquement des conseillers socialistes, tiré sur des fenêtres arborant des drapeaux rouges ou coupé la longue barbe de Giacinto Menotti Serrati pendant que le malheureux était immobilisé par d'autres squadristi. Le 17 novembre 1919, sur ordre de Benito Mussolini, qui aimait à l'appeler « la prunelle de mes yeux », il a lancé une bombe sur un cortège qui se déroulait via San Damiano pour célébrer la victoire du Parti socialiste italien aux élections politiques italiennes de 1919.
L'explosion blessa onze personnes, mais poussa les autorités à émettre une série de mandats d'arrêt contre les dirigeants du fascisme milanais, seul Volpi réussit à échapper à l'arrestation en s'enfuyant sur les toits.
Le 21 mars 1921, il participa à la dévastation du club socialiste du Foro Bonaparte (it), au cours de laquelle l'ouvrier Giuseppe Inversetti fut tué. Jugé pour meurtre, Volpi fut acquitté grâce à la déposition de Mussolini qui a témoigné devant les magistrats que la personne responsable de la mort d'Inversetti était un autre squadrista, décédé entre-temps.
Payé par le Faisceau milanais à hauteur de mille lires par mois,, en 1921, avec six cents membres de la FNAI, au Groupe Arditi de la Guerre Fasciste, dont il devient le leader incontesté à Milan. En août 1922, il participe à l'assaut des squadristes contre le Palais Marino qui contraint le conseil socialiste à démissionner.
Albino Volpi fut accusé d'avoir participé à l'assassinat de Giacomo Matteotti.
Il a été arrêté à Milan, où «Albino Volpi était un peu l'enfant gaté de tous les vieux squadristi milanais et aussi de certains des représentants de la fédération fasciste provinciale et du mouvement fasciste de Milan».
En 1926 a lieu le procès de Chieti de certains assassins de Matteotti, des militants fascistes d'une Tchéka.
Trois d'entre eux, Albino Volpi, Amerigo Dumini et Amleto Poveromo sont condamnés à six ans de prison, mais ils sont libérés avant d'avoir purgé l'intégralité de leur peinegrâce à l'heureuse promulgation d'une loi d'amnistie.
Lors de ses funérailles en 1939, Mussolini envoya une couronne de fleurs.